# Miss Shanel
Miss Shanel, nascuda Ruth Nirere, és una cantant i actriu ruandesa.
Va començar a cantar quan era nena i va llançar dos singles reeixits quan era estudiant de secundària, tots dos destinats a consolar i commemorar els supervivents i les víctimes del genocidi ruandès. Les seves cançons es reprodueixen regularment durant el període anual de commemoració del genocidi, i el 2004 va guanyar la competició "Mai més" per seleccionar el millor artista de commemoració.

## Carrera Musical
Ella va treure el seu major èxit el 1998 quan tenia 13 anys amb la cançó zouk "Ndarota!" extreta del seu àlbum de debut llançat a principis d'aquest any. El 2004 va llançar dos senzills a cappella amb gran èxit, elevant-la a la celebritat nacional. La seva música durant aquest període reflectia una barreja de gèneres, com R&B, soul, zouk i música acústica.
En 2009 va llençar el seu àlbum de debut titulat Narrow Road. Aquest àlbum i la seva música posterior reflecteixen els estils musicals més tradicionals de Ruanda. Ha col·laborat en senzills amb nombrosos artistes ruandesos, kenyans i ugandesos.
El 2012 va donar una sèrie d'actuacions als cascs blaus ruandesos estacionats al Darfur, Sudan del Sud. En 2013 es va traslladar a França per completar un curs de dos anys de representació vocal.
En 2017 va participar en la pel·lícula "The Mercy of the Jungle" amb Marc Zinga i Stephane Bak, produïda per Joël Karekezi

## Premis
Miss Shanel ha estat nominada tres cops al Pearl of Africa Music Award en 2006, 2007 i 2008. En 2009 va guanyar un Premi Salax en la categoria de Millor artista femení.

## Carrera professional
A més de la seva carrera musical, Nirere ha llançat una exitosa carrera com a actriu. Va protagonitzar les pel·lícules Avenir, Long Coat dirigida per Edouard Bamporiki i Matière grise dirigida per Kivu Ruhorahoza. Ha participat en Le jour ou Dieu est parti en voyage (2009), que relata històries del genocidi de Ruanda. La seva interpretació li va valdre el premi a la millor actriu al Festival Internacional de Cinema de Tessalònica de Grècia i al Festival Internacional de Cinema de Bratislava a Eslovàquia. En 2011 va participar en la pel·lícula ruandesa Matière grise que aborda les conseqüències del genocidi a Ruanda.